# Kiel-Windeweer
Kiel-Windeweer (dialekt groningski Kiel) – wieś w Holandii, w prowincji Groningen, w gminie Hoogezand-Sappemeer. 